# Olympische Sommerspiele 2012/Kanu – Einer-Kajak 200 Meter (Männer)
Der Kanuwettbewerb im Einer-Kajak 200 Meter der Männer bei den Olympischen Spielen 2012 in London wurde am 10. und 11. August 2012 auf dem Dorney Lake ausgetragen. 20 Athleten nahmen teil. 
Der Wettbewerb über 200 Meter ist neu im olympischen Programm und ersetzt das Kajakrennen über 500 Meter. Am 10. August wurden drei Vorläufe gestartet. Die jeweils ersten fünf Kanuten qualifizierten sich für das Halbfinale. Dazu kam noch der zeitschnellste Sechstplatzierte. Die übrigen Kanuten schieden aus.
Im Halbfinale qualifizierten sich die jeweils ersten vier Athleten für das Finale A, die übrigen für das Finale B, mit dem die Plätze 9 bis 16 ermittelt wurden. 
Die direkt qualifizierten Kanuten sind hellgrün, der zeitschnellste Sechstplatzierte hellblau unterlegt.

## Titelträger
| Olympiasieger | -                           | neu im olympischen Programm |
| Weltmeister   | Piotr Siemionowski ( Polen) | Szeged 2011                 |

## Vorläufe
10. August 2012

### Vorlauf 1
| Platz | Kanute              | Nation     | Zeit (s) |
| ----- | ------------------- | ---------- | -------- |
| 1     | Mark de Jonge       | Kanada     | 35,396   |
| 2     | Piotr Siemionowski  | Polen      | 35,990   |
| 3     | Momotarō Matsushita | Japan      | 36,096   |
| 4     | Egidijus Balčiūnas  | Litauen    | 36,173   |
| 5     | César de Cesare     | Ecuador    | 36,181   |
| 6     | Murray Stewart      | Australien | 37,202   |
| 7     | Mohamed Mrabet      | Tunesien   | 38,291   |

### Vorlauf 2
| Platz | Kanute           | Nation             | Zeit (s) |
| ----- | ---------------- | ------------------ | -------- |
| 1     | Ed McKeever      | Großbritannien     | 35,087   |
| 2     | Marko Novaković  | Serbien            | 35,212   |
| 3     | Miklós Dudás     | Ungarn             | 35,323   |
| 4     | Jewgeni Salachow | Russland           | 35,652   |
| 5     | Maxime Richard   | Belgien            | 36,125   |
| 6     | Tim Hornsby      | Vereinigte Staaten | 35,560   |
| 7     | Mostafa Mansour  | Ägypten            | 40,507   |

### Vorlauf 3
| Platz | Kanute          | Nation      | Zeit (s) |
| ----- | --------------- | ----------- | -------- |
| 1     | Saúl Craviotto  | Spanien     | 35,552   |
| 2     | Maxime Beaumont | Frankreich  | 35,571   |
| 3     | Kasper Bleibach | Dänemark    | 36,610   |
| 4     | Ronald Rauhe    | Deutschland | 36,817   |
| 5     | Zhou Yubo       | China       | 38,316   |
| 6     | Joshua Utanga   | Cookinseln  | 38,966   |

## Halbfinale
10. August 2012

### Lauf 1
| Platz | Kanute              | Nation   | Zeit (s) |
| ----- | ------------------- | -------- | -------- |
| 1     | Mark de Jonge       | Kanada   | 35,595   |
| 2     | Saúl Craviotto      | Spanien  | 35,597   |
| 3     | Marko Novaković     | Serbien  | 36,293   |
| 4     | Jewgeni Salachow    | Russland | 36,312   |
| 5     | Kasper Bleibach     | Dänemark | 36,667   |
| 6     | César de Cesare     | Ecuador  | 36,975   |
| 7     | Momotarō Matsushita | Japan    | 37,201   |
| 8     | Zhou Yubo           | China    | 39,042   |

### Lauf 2
| Platz | Kanute             | Nation             | Zeit (s) |
| ----- | ------------------ | ------------------ | -------- |
| 1     | Ed McKeever        | Großbritannien     | 35,619   |
| 2     | Maxime Beaumont    | Frankreich         | 35,814   |
| 3     | Miklós Dudás       | Ungarn             | 35,993   |
| 4     | Ronald Rauhe       | Deutschland        | 36,183   |
| 5     | Egidijus Balčiūnas | Litauen            | 36,495   |
| 6     | Piotr Siemionowski | Polen              | 36,507   |
| 7     | Maxime Richard     | Belgien            | 37,029   |
| 8     | Tim Hornsby        | Vereinigte Staaten | 37,660   |

## Finale

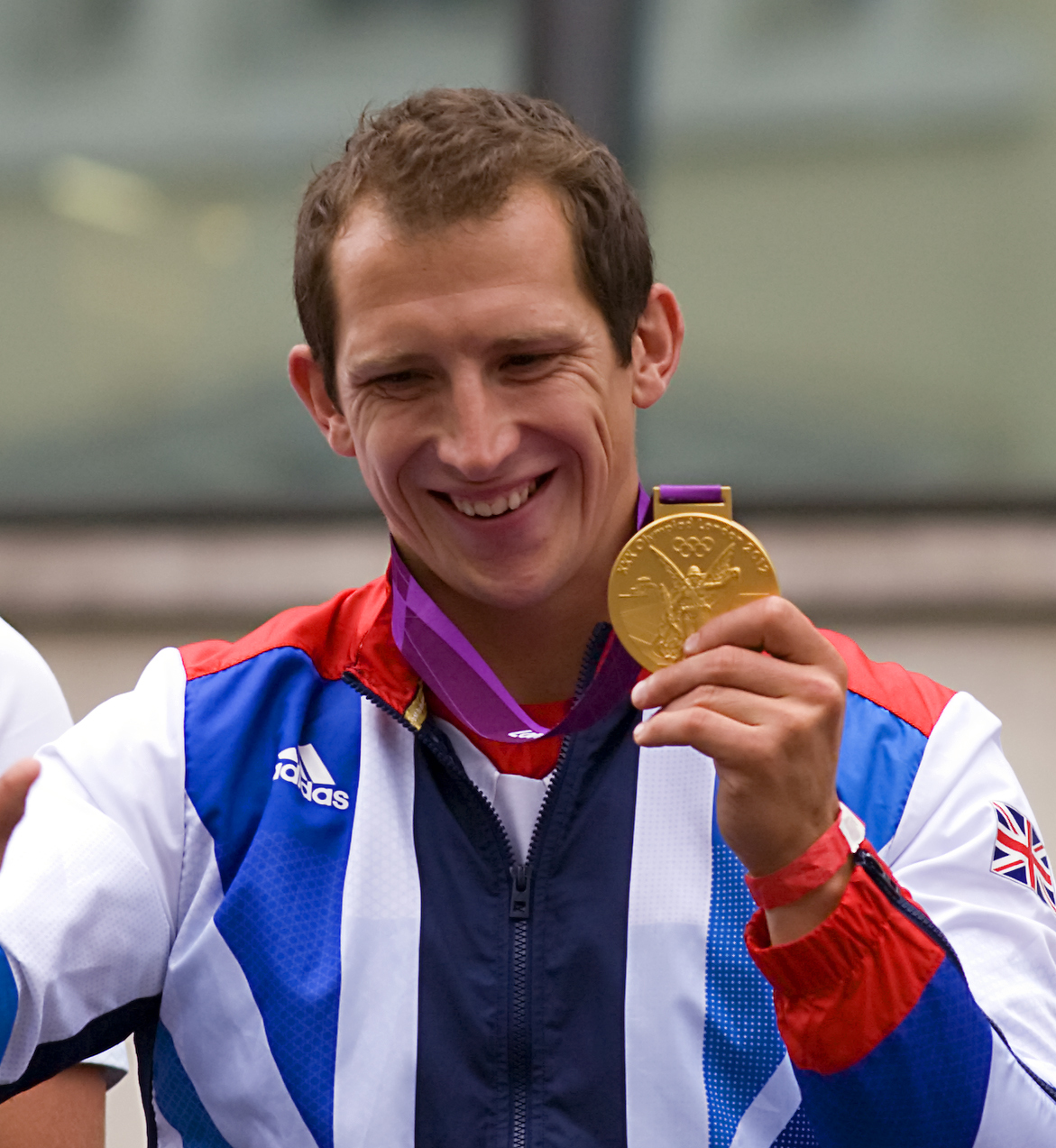
Der erste Olympiasieger dieser Disziplin: Ed McKeever (GBR)

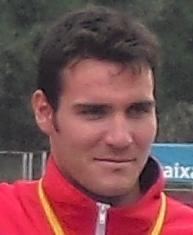
Saúl Craviotto (ESP) gewinnt Silber

11. August 2012

### Finale B
Anmerkung: zur Ermittlung der Plätze 9 bis 16
| Platz | Kanute              | Nation             | Zeit (s) |
| ----- | ------------------- | ------------------ | -------- |
| 9     | Kasper Bleibach     | Dänemark           | 37,802   |
| 10    | Egidijus Balčiūnas  | Litauen            | 37,995   |
| 11    | Momotarō Matsushita | Japan              | 38,040   |
| 12    | César de Cesare     | Ecuador            | 38,075   |
| 13    | Maxime Richard      | Belgien            | 38,435   |
| 14    | Piotr Siemionowski  | Polen              | 38,585   |
| 15    | Tim Hornsby         | Vereinigte Staaten | 39,370   |
| 16    | Zhou Yubo           | China              | 40,157   |

### Finale A
Anmerkung: zur Ermittlung der Plätze 1 bis 8
| Platz | Kanute           | Nation         | Zeit (s) |
| ----- | ---------------- | -------------- | -------- |
| 1     | Ed McKeever      | Großbritannien | 36.246   |
| 2     | Saúl Craviotto   | Spanien        | 36,540   |
| 3     | Mark de Jonge    | Kanada         | 36,657   |
| 4     | Maxime Beaumont  | Frankreich     | 36,688   |
| 5     | Jewgeni Salachow | Russland       | 36,825   |
| 6     | Miklós Dudás     | Ungarn         | 36,830   |
| 7     | Marko Novaković  | Serbien        | 37,094   |
| 8     | Ronald Rauhe     | Deutschland    | 37,553   |